# Caproni Ca.37

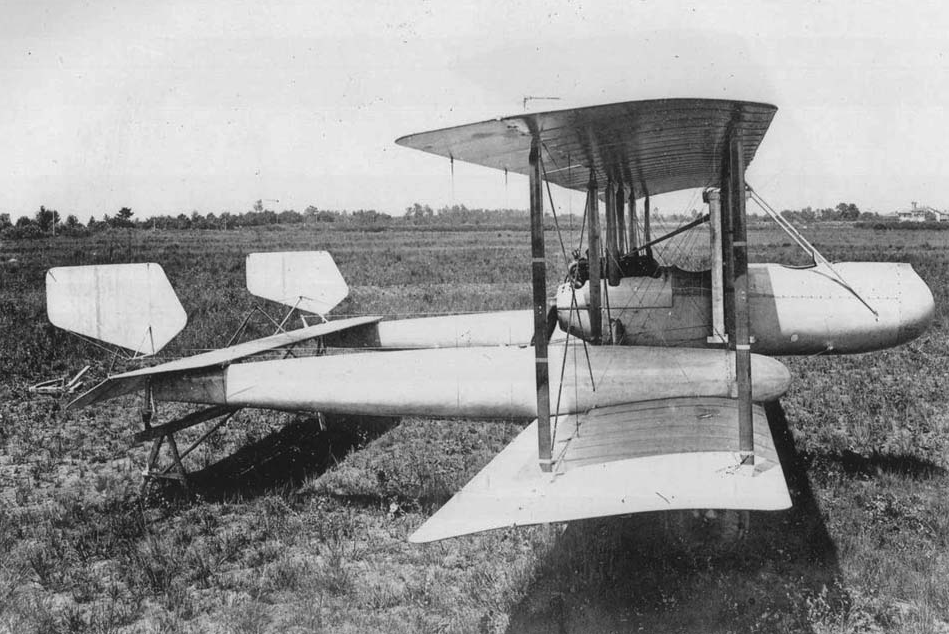
Il Caproni Ca.38

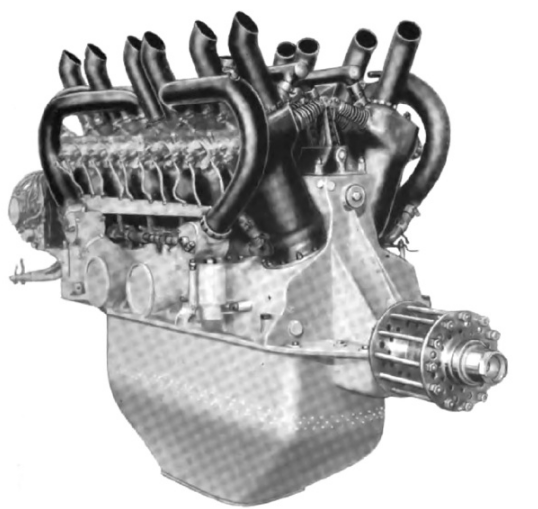
Il motore aeronautico Lancia V-12

Il Caproni Ca.37, con il successivo Caproni Ca.38, fu un bombardiere monomotore biplano biposto bifusoliera prodotto dall'azienda aeronautica italiana Aeronautica Caproni nel 1916.

## Storia del progetto
Il progetto prevedeva la costruzione di un velivolo da bombardamento e combattimento più leggero e piccolo del precedente Ca.36 dal quale, pur mantenendone l'architettura, si differenziava per diversi particolari strutturali e soprattutto per le più piccole dimensioni.
Esso era, infatti, un biposto bifusoliera a due travi e due derive posteriori. La carlinga era protetta con lastre di acciaio che finirono però per appesantirlo limitandone le prestazioni.
Il velivolo montava un motore Lancia 12 cilindri a V da 250 CV, sistemato posteriormente al pilota. Il motore comandava un'elica bipala di legno in configurazione spingente.L'aereo era in grado di raggiungere una velocità di circa 165 km all'ora. Il mitragliere, disposto in un abitacolo disposto a prua, aveva un ampio campo visivo; questa configurazione rendeva l'aereo, secondo gli schemi dell'epoca, un potenziale velivolo da combattimento aereo.
Il prototipo e il suo successore, il Ca.38, non ebbero alcun seguito produttivo per le modeste prestazioni.

### Versioni
- Ca.38 Fu una versione migliorata con una struttura più aerodinamica, di poco più veloce del predecessore (5 km); neanch'esso trovò uno sviluppo produttivo. La differenza principale con il Ca.37 era data dalle due travi di fusoliera e dalla carlinga di forma ovoidale, al contrario del Ca.37 che le aveva più squadrate. Fu prodotto in un solo prototipo agli inizi del 1917. Questo velivolo a fine guerra fu usato come aereo da addestramento nella scuola di addestramento della Caproni a Vizzola Ticino.[3]